# La Couleur pourpre (film, 1985)
Pour le roman, voir La Couleur pourpre.
Pour plus de détails, voir Fiche technique et Distribution.
La Couleur pourpre (The Color Purple) est un film américain réalisé par Steven Spielberg et sorti en 1985. Il s'agit d'une adaptation du roman du même nom d'Alice Walker paru en 1982 et récompensé par le prix Pulitzer.
Le film est présenté au festival de Cannes 1986. À sa sortie, le film reçoit des critiques globalement positives et c'est un succès commercial. Il reçoit par ailleurs onze nominations aux Oscars 1986 mais n'en remporte aucun.

## Synopsis
Dans les années 1900, Celie Harris est une jeune noire du sud des États-Unis. Elle vit à Hartwell avec sa jeune sœur, Nettie, et son père dans une plantation de coton. Ce dernier l'oblige à avoir des relations sexuelles. Celie supporte cette situation en se raccrochant à son affection pour sa sœur, qui risque elle aussi d'être victime de son père. Elle met au monde deux enfants, un garçon et une fille, que son père fait rapidement adopter. Il finit par se remarier avec une femme de l'âge de sa fille aînée.
Nettie devient bientôt l'objet des attentions d'Albert « Monsieur » Johnson, qui demande sa main. Albert a quatre enfants d'un premier mariage, il a tué sa première femme à force de la battre. Mais le père a d'autres projets pour Nettie et propose à Johnson d'épouser Celie. L'accord est conclu, malgré l'absence d'amour entre les deux futurs époux. Johnson la violente et la rabaisse, tout comme il le fait avec ses enfants (notamment son fils Harpo) ; ceux-ci considèrent par ailleurs Celie plus comme une domestique que comme une nouvelle mère.
Un jour, Nettie arrive et demande à rester chez eux : elle a quitté la maison familiale, lassée des avances de leur père. Albert accepte et, pendant un temps, l'amitié entre les deux sœurs redevient celle qu'elle était. Nettie en profite pour apprendre à lire à Celie. Mais « Monsieur » n'a accepté la venue de Nettie que pour profiter enfin de cette fiancée qu'on lui a refusée. Devant l'agression dont elle fait l'objet, Nettie se défend et Johnson la chasse violemment. Celie demande à Nettie de lui écrire, celle-ci le lui promet, "seule la mort m'en empêchera". Mais aucune lettre ne vient, il y a uniquement la correspondance entre son mari et Shug Avery, sa maîtresse, une chanteuse de bastringue à Memphis.
Les années passent : Celie s'est effacée dans la maison, au point d'habiller elle-même son mari lorsqu'il part rejoindre Shug. Un jour, Harpo présente Sofia à son père : il souhaite l'épouser. Elle est déjà enceinte et « Monsieur » refuse dans un premier temps, mais Sofia finit par obtenir son accord, après la naissance du bébé. Une fois installée, Sofia commande sa maisonnée : Johnson conseille à Harpo de la battre, pour se faire respecter ; Celie recommande à Harpo la même chose. Harpo et Sofia se battent et, tandis que Harpo cache à son père les coups qu'il a reçu de sa femme, Sofia reproche à Celie de ne pas se révolter contre son propre mari, au lieu d'approuver ses méthodes. Un jour, Sofia, lasse des bagarres continuelles entre elle et Harpo, part avec leurs enfants de la maison, située sur les terres de Johnson. Celie n'a toujours aucune nouvelle de Nettie, d'autant que Johnson lui interdit d'ouvrir la boîte aux lettres, lui seul en a le droit.
Un soir d'orage, Johnson revient avec Shug très malade. Pour la première fois, Celie voit « Monsieur » obéir au doigt et à l'œil à quelqu'un, même au point de se laisser appeler par son prénom et de faire la cuisine. Celie s'amuse de la situation, d'autant plus que Johnson ne la bat plus ; elle commence à admirer Shug. Le père de « Monsieur » conseille à son fils d'abandonner Shug, se montrant tout aussi despotique et désagréable avec son fils que celui-ci l'est avec sa famille. Avec la venue de Shug, Harpo monte avec son ami Swayn un cabaret dans la maison de Harpo, dans lequel ils proposent à Shug de se produire. La danseuse consacre d'ailleurs une chanson à Celie, qu'elle lui chante devant tous les clients, l'appelant "sister" (sœur). Mais Sofia et son nouvel homme, Henry Buster, se rendent au cabaret ce soir-là et Squeak, la petite amie de Harpo, se dispute avec eux - ce qui tourne rapidement à la bagarre générale. La complicité entre Shug et Celie se change en amitié très forte : la maîtresse apprend à l'épouse à s'extérioriser. Shug comprend également que Celie n'a jamais connu le plaisir physique, elles passent alors la nuit dans le même lit.
Shug rend visite à son vrai père, le pasteur du temple voisin, qui n'arrête pas de dénoncer avec violence "l'enfer" du cabaret et n'adresse plus la parole à sa fille. La chanteuse repart pour Memphis, Celie, qui souhaitait la suivre, se contente de l'accompagner au bus, surveillée par son mari. Pendant ce temps, la femme du maire, Millie, propose à Sofia de devenir sa bonne ; Sofia, se sentant insultée, l'envoie au diable et, giflée par le maire, le frappe à son tour. Elle est mise en prison pour ce geste et n'est libérée qu'à l'automne 1930 (au bout de huit ans), brisée mentalement, sous réserve qu'elle travaille comme bonne pour Millie et qu'elle lui apprenne à conduire. Sofia revoit pour la première fois sa famille, dont s'est occupée Celie, mais seulement pour le jour de Noël. Même cette journée est gâchée par Miss Millie qui, à peine arrivée, repart aussitôt avec Sofia.
En 1936, Shug revient enfin voir Albert et Celie, mais elle est désormais mariée et arrive avec son époux. Attendant du courrier, Shug se rend à la boite aux lettres et apporte une lettre de Nettie à Celie. Elle la fait lire à Celie : Nettie lui raconte qu'elle lui a écrit pendant des années, mais en l'absence de réponse, elle ne lui écrit plus qu'à Pâques ou à Noël, dans l'espoir que son courrier passe parmi les cartes de vœux. Celie apprend également que Nettie s'est occupée des enfants que celle-ci avait eu avec son père, Olivia et Adam, adoptés tous deux par une famille très aimante, pour laquelle Nettie travaille désormais. En l'absence d'Albert, Shug et Celie fouillent la maison pour retrouver les lettres précédentes : dans le courrier trouvé, elles apprennent que Nettie est partie en Afrique, accompagnant la famille adoptive des enfants de Celie dans une mission auprès du village d'Olinka. Mais le village est rasé lors de la construction d'une route, tout comme l'église et l'école : la mère adoptive décède peu après ce drame.
Celie est brusquement rappelée à l'ordre par Monsieur, qui la frappe puis lui demande de le raser, comme à son habitude. Shug empêche au dernier moment l'épouse d'égorger son mari. Au repas suivant, Shug et son mari annoncent leur départ et que Celie part avec eux. Opposé à ce projet, Albert compte bien la garder, mais Celie se révolte et dit devant toute la famille les quatre vérités sur son mari. Sofia, enfin sortie de sa torpeur par l'attitude de Célie, s'en réjouit et Squeak annonce également son départ pour devenir chanteuse. Albert continue néanmoins d'agonir d'injures son épouse : Celie, à bout de nerfs, prend un couteau mais Shug et Sofia l'empêchent de s'en servir. Elle se contente alors de lui "jeter un sort" : « Tant que tu n'auras pas réparé toutes les vacheries que tu m'as faites, tous tes projets partiront en fumée ».
Celie part donc, Albert reste. Sa propriété se dégrade, faute de soins. Il se saoule régulièrement et laisse ses champs en friche. Le père de Celie décède[pourquoi ?], elle revient alors pour l'enterrement. Celie apprend, par la dernière épouse de ce père, que l'homme qui vient de mourir était seulement le mari de leur mère, et que leur vrai père s'était fait lyncher deux ans avant que leur mère n'épouse celui qui les a élevés. Elle comprend donc que ses propres enfants ne sont pas issus d'un réel inceste et que la terre, la maison et la boutique appartiennent à son vrai père. Celie récupère donc toute la propriété de son enfance, où elle s'installe avec Shug. Elle revient en ville et crée une boutique de pantalons. Shug réinvestit le vieux cabaret de Harpo et rejoint la chorale du temple pour chanter avec tous les habitants : son père la serre enfin dans ses bras.
Albert reçoit un jour une convocation des services de l'émigration, à laquelle il se rend seul. Grâce à lui, Nettie obtient le droit de rentrer aux États-Unis : elle retrouve enfin sa sœur dans le champ où elles couraient autrefois ensemble. Nettie lui présente Adam et Olivia, qui ne parlent que swahili, mais qui fêtent dans des pleurs de joie leurs retrouvailles. Ils lui présentent leur père adoptif et la femme d'Adam. Albert regarde de loin les embrassades, puis rentre chez lui, seule Shug l'aperçoit.

## Fiche technique
- Titre francophone : La Couleur pourpre
- Titre original : The Color Purple
- Réalisation : Steven Spielberg
- Scénario : Menno Meyjes, d'après le roman La Couleur pourpre d'Alice Walker
- Musique : Quincy Jones
- Direction artistique : Robert W. Welch sous la direction de J. Michael Riva
- Décors : Linda DeScenna et Virginia L. Randolph
- Costumes : Aggie Guerard Rodgers
- Maquillage : Ken Chase
- Coiffures : Robert Stevenson et Lola Kemp
- Photographie : Allen Daviau
- Ingénieur du son : Willie Burton
- Effets spéciaux : Matt Sweeney
- Montage : Michael Kahn
- Montage sonore : Richard L. Anderson, Else Blangsted et Jim Flamberg
- Producteurs : Jon Peters, Peter Guber, Steven Spielberg, Kathleen Kennedy, Frank Marshall, Quincy Jones et Carol Isenberg
- Sociétés de production : Warner Bros., Amblin Entertainment et Guber-Peters Company
- Distributeur : Warner Bros. (États-Unis), Warner-Columbia Film (France)
- Budget : 15 000 000 USD[2]
- Format : couleurs (DeLuxe) - 1,85:1 (Panavision) - stéréo (Dolby) - 35 mm
- Genre : Drame historique
- Durée : 154 minutes
- Pays de production :  États-Unis
- Langues originales : anglais et swahili
- Dates de sortie[3] :
  - États-Unis : 16 décembre 1985 (avant-première à New York)
  - États-Unis : 18 décembre 1985
  - France : mai 1986 (festival de Cannes)
  - France : 10 septembre 1986

## Distribution
- Whoopi Goldberg (VF : Arlette Thomas) : Celie Harris-Johnson
  - Desreta Jackson (en) (VF : Martine Regnier) : Celie jeune

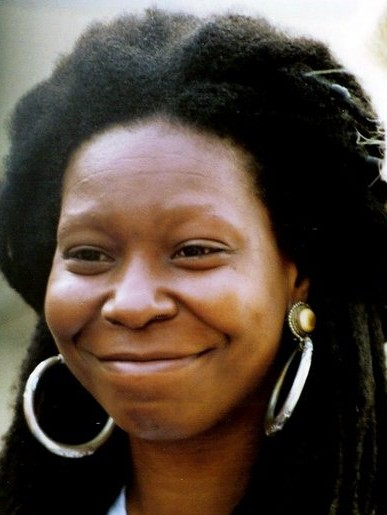
Whoopi Goldberg, ici au festival de Cannes 1992, incarne Celie Harris-Johnson.

- Danny Glover (VF : Richard Darbois) : Albert « Monsieur » Johnson
- Adolph Caesar (VF : Henry Djanik) : le père d'Albert
- Margaret Avery (VF : Élisabeth Wiener) : Shug Avery
- Rae Dawn Chong (VF : Laurence Crouzet) : Marie-Agnes (Squeak)
- Oprah Winfrey (VF : Michèle Bardollet) : Sofia
- Akosua Busia (VF : Virginie Ledieu) : Nettie Harris
- Willard E. Pugh (VF : Luq Hamet) : Harpo
- Dana Ivey (VF : Perrette Pradier) : Miss Millie
- Susan Beaubian (VF : Maïk Darah) : Corrine
- Carl Anderson : le révérend Samuel
- John Patton Jr. (VF : Marc de Georgi) : le prêtre
- Laurence Fishburne (VF : Pascal Renwick) : Swain
- Leonard Jackson (VF : Sady Rebbot) : M. Harris
- Leon Rippy (VF : Hervé Bellon) : le commerçant
- James Tillis (en) (VF : Vincent Grass) : Henry Buster
- Bennet Guillory (VF : Mario Santini) : Grady
- Sonny Terry, Greg Phillinganes, Roy Gaines, Paulinho Da Costa et Clarence Avant : les musiciens
- Maria Howell : la soliste

 Source et légende : version française (VF) sur RS Doublage et AlloDoublage.

## Production

### Genèse et développement
Alice Walker était initialement réticente à vendre les droits cinématographiques de son roman La Couleur pourpre (1982), en raison de la représentation des personnages féminins et afro-américains à Hollywood. Elle n'a accepté l'offre des producteurs Jon Peters et Peter Guber qu'après avoir consulté des amis, qui sont convenus que la seule façon d'améliorer la représentation des minorités était de justement travailler au sein du système. Son contrat stipule qu'elle a un rôle de consultante sur le projet et que 50% de l'équipe de production — en dehors de la distribution — sera afro-américaine, féminine ou représentants du « tiers monde ». L'écrivaine écrit elle-même le premier jet du scénario. Elle est finalement remplacée par l'écrivain néerlandais Menno Meyjes, à condition qu'elle ait un droit de regard sur l'approbation finale du scénario. Alice Walker officie finalement comme script doctor non créditée et entraînera les acteurs à parler l'anglais vernaculaire afro-américain.
Le producteur de la musique Quincy Jones, qui n'avait alors travaillé au cinéma qu'en tant que compositeur, rejoint le film comme producteur. Il contacte Steven Spielberg pour la réalisation. Ce dernier est initialement réticent à accepter le poste, estimant que sa connaissance du « Sud profond » était insuffisante et que le film devait être réalisé par une personne de couleur. Alice Walker est également sceptique, mais est convaincue du contraire après avoir regardé E.T., l'extra-terrestre (1982). Le réalisateur renonce à son salaire habituel de 15 millions de dollars pour le minimum de 40 000 $ fixé par la Directors Guild of America.

### Attribution des rôles
Plutôt que de choisir des acteurs connus, l'écrivaine Alice Walker recherche des acteurs moins connus pour jouer les rôles principaux, car leur sortie de l'obscurité représentait l'expérience des personnages de ses romans. Whoopi Goldberg était à l'époque connue comme comédienne de Stand-up sans expérience cinématographique. Oprah Winfrey est quant à elle une présentatrice radio et télévision qui n'a jamais été actrice. Elle sera malgré tout engagée sur l'insistance de Quincy Jones.
Alors âgée de 29 ans, Whoopi Goldberg sera choisie personnellement par Alice Walker qui venait de voir son spectacle à San Francisco,. Elle passe une audition concluante devant Steven Spielberg, Quincy Jones et Michael Jackson, où elle réalise une improvisation dans laquelle le personnage d'extraterrestre du film E.T., l'extra-terrestre est arrêté pour possession de drogue,. Alfre Woodard avait également été envisagée pour incarner Celie Johnson.
Steven Spielberg a proposé le rôle de Shug Avery à la chanteuse Chaka Khan, qui l'a refusé car elle ne sentait alors pas prête à incarner un tel personnage. Alors que Lola Falana et Diana Ross ont également décliné la proposition, Margaret Avery sera finalement engagée, alors que Patti LaBelle ou encore Sheryl Lee Ralph avaient également auditionné. Pam Grier a également participé au casting où elle a même interprété une chanson de sa composition. Whoopi Goldberg souhaitait que le rôle de Shug Avery soit proposé à Tina Turner : « If I'm going to kiss a woman, let it be Tina ». Celle-ci refusa l'offre, présentée par Steven Spielberg et Quincy Jones, ne souhaitant pas se rapprocher autant des lieux où elle avait passé son enfance. Bien qu'elle soit également chanteuse, Margaret Avery n'interprêtera pas elle-même les chansons de son personnage : sa voix sera doublée par la chanteuse Táta Vega (en).
Nell Carter et Jennifer Holliday ont quant à elles refusé le rôle de Sofia.
James Tillis (en), qui incarne ici Henry Buster, est un boxeur professionnel, il reste dans les mémoires pour avoir été le premier à finir debout face à Mike Tyson, qui l'emporte aux points le 3 mai 1986.

### Tournage
Le tournage se déroule en Caroline du Nord (Ansonville, Wadesboro, Marshville, Salisbury, Charlotte, Lilesville, ...), ainsi qu'en Californie (Newhall, Mentryville). Quelques scènes sont tournées sur le backlot des Universal Studios en Californie. Par ailleurs, la seconde équipe dirigée par Frank Marshall se rend au Kenya pour tourner des plans à Nairobi dans la région du peuple Maasaï.
Durant la production, Amy Irving (jeune épouse de Steven Spielberg) était enceinte de leur petit garçon, Max. Par coïncidence, elle accoucha alors que Spielberg tournait une des scènes clefs du film : celle de l'accouchement de Celie. Il fut donc contraint de quitter le plateau et de passer le relais aux assistants réalisateurs.

## Musique
La musique du film est composée par Quincy Jones. La Couleur pourpre est à l'époque le premier long métrage de Steven Spielberg dont la musique n'est pas composée par John Williams. Les autres réalisations de Spielberg dont la musique ne fut pas composée par Williams sont le téléfilm sorti en salles Duel (composé par Billy Goldenberg qui fit aussi la musique du Livre témoin (épisode de Columbo), le sketch de La Quatrième Dimension, Kick the Can (composé par Jerry Goldsmith), Le Pont des espions (Thomas Newman) et Ready Player One (Alan Silvestri).
L'album contient un disque de morceaux instrumentaux (original score) et un autres de chansons interprétées par divers artistes, dont Miss Celie's Blues (Sister) de Táta Vega (en), sortie en single.
Le film est nommé à l'Oscar de la meilleure musique de film et celui de la meilleure chanson originale.

### Liste des titres
Disque 1
1. Overture - 7:56
2. Celie Leaves With Mr. - 3:22
3. Corrine and Olivia - 3:06
4. Nettie Teaches Celie - 4:22
5. The Separation - 2:53
6. Celie and Harpo Grow Up/ - 2:43
7. Careless Love - 0:56
8. Sophia Leaves Harpo - 2:39
9. Celie Cooks Shug Breakfas - 1:24
10. Junk Bucket Blues (78 RPM) - 1:48
11. The Dirty Dozens - 3:13
12. Miss Celie's Blues (Sister) - 2:29
13. Don't Make Me No Never Mi -3:05
14. My Heart (Will Always Lea) - 1:38
15. Three On the Road - 0:25
16. Bus Pulls Out - 0:51

Disque 2
1. The First Letter - 5:04
2. Letter Search - 3:08
3. Nettie's Letters - 0:59
4. High Life / Proud Theme - 1:08
5. J.B. King - 0:38
6. Heaven Belongs to You - 1:02
7. Katutoka Corrine - 1:01
8. Celie Shaves Mr./ Scarif - 3:13
9. I'm Here - 1:51
10. Champagne Train - 2:36
11. Celie's New House/ Body - 4:13
12. Maybe God Is Tryin' to Tell You Something - 4:38
13. Reunion / Finale - 4:37

## Accueil

### Critique
Sur l'agrégateur de critiques Rotten Tomatoes, il obtient 73% d'avis favorables pour 122 critiques et une note moyenne de 7,6⁄10. Le consensus suivant résume les critiques compilées par le site : « Il aurait peut-être été mieux servi par un cinéaste ayant un lien plus profond avec le matériel source, mais The Color Purple reste une adaptation digne et bien jouée du roman classique d'Alice Walker ». Sur Metacritic, qui utilise une moyenne pondérée, le film obtient une note de 78⁄100 pour 7 critiques.
Le célèbre critique américain Roger Ebert l'inclut dans l'un de ses ouvrages The Great Movies et le classe parmi ses films préférés,,.

### Box-office
Le film est un succès au box-office, restant à l'affiche des cinémas américains pendant près de 21 semaines,. C'est l'un des succès de l'année sur le sol américain — 4e place au box-office annuel national — chose rare pour un film classé PG-13.
En France, le film sort en 1986 et enregistre plus de 1,7 million d'entrées, soit le 19e meilleur résultat au box-office annuel.
| Pays ou région     | Box-office        | Date d'arrêt du box-office | Nombre de semaines |
| ------------------ | ----------------- | -------------------------- | ------------------ |
| États-Unis, Canada | 94 175 854 $      | 8 mai 1986                 | 21                 |
| France             | 1 756 339 entrées | -                          | -                  |
| Total mondial      | 142 175 854 $     |                            |                    |

## Distinctions
| Année/Date       | Distinction                                | Catégorie                                  | Nom                                                                                | Résultat   |
| ---------------- | ------------------------------------------ | ------------------------------------------ | ---------------------------------------------------------------------------------- | ---------- |
| 19 mars 1985     | KCFCC                                      | Meilleur réalisateur                       | Steven Spielberg                                                                   | Lauréat    |
| 14 décembre 1985 | LAFCA                                      | Meilleure actrice                          | Whoopi Goldberg                                                                    | Nomination |
| 14 décembre 1985 | LAFCA                                      | Meilleure actrice dans un second rôle      | Oprah Winfrey                                                                      | Nomination |
| 24 janvier 1986  | Golden Globes                              | Meilleure actrice dans un film dramatique  | Whoopi Goldberg                                                                    | Lauréat    |
| 24 janvier 1986  | Golden Globes                              | Meilleur film dramatique                   | La Couleur pourpre                                                                 | Nomination |
| 24 janvier 1986  | Golden Globes                              | Meilleur réalisateur                       | Steven Spielberg                                                                   | Nomination |
| 24 janvier 1986  | Golden Globes                              | Meilleure actrice dans un second rôle      | Oprah Winfrey                                                                      | Nomination |
| 24 janvier 1986  | Golden Globes                              | Meilleure musique de film                  | Quincy Jones                                                                       | Nomination |
| 27 janvier 1986  | National Board of Review                   | Meilleur film                              | La Couleur pourpre                                                                 | Lauréat    |
| 27 janvier 1986  | National Board of Review                   | Meilleure actrice                          | Whoopi Goldberg                                                                    | Lauréat    |
| 8 mars 1986      | Directors Guild of America Awards          | Meilleur réalisateur                       | Steven Spielberg, Gerald R. Molen, Pat Kehoe, Richard A. Wells, Victoria E. Rhodes | Lauréat    |
| 1986             | British Society of Cinematographers Awards | Meilleure photographie                     | Allen Daviau                                                                       | Nomination |
| 1986             | Casting Society of America                 | Prix Artios de la meilleure distribution   | Reuben Cannon                                                                      | Lauréat    |
| 1986             | Writers Guild of America Awards            | Meilleur scénario adapté d'un autre médium | Menno Meyjes                                                                       | Nomination |
| 24 mars 1986     | Oscars du cinéma                           | Meilleur film                              | Steven Spielberg, Kathleen Kennedy, Frank Marshall, Quincy Jones                   | Nomination |
| 24 mars 1986     | Oscars du cinéma                           | Meilleure actrice                          | Whoopi Goldberg                                                                    | Nomination |
| 24 mars 1986     | Oscars du cinéma                           | Meilleure actrice dans un second rôle      | Margaret Avery                                                                     | Nomination |
| 24 mars 1986     | Oscars du cinéma                           | Meilleure actrice dans un second rôle      | Oprah Winfrey                                                                      | Nomination |
| 24 mars 1986     | Oscars du cinéma                           | Meilleur scénario adapté                   | Memmo Meyjes                                                                       | Nomination |
| 24 mars 1986     | Oscars du cinéma                           | Meilleure direction artistique             | J. Michael Riva, Bo Welch, Linda DeScenna                                          | Nomination |
| 24 mars 1986     | Oscars du cinéma                           | Meilleure création de costumes             | Aggie Guerard Rodgers                                                              | Nomination |
| 24 mars 1986     | Oscars du cinéma                           | Meilleure photographie                     | Allen Daviau                                                                       | Nomination |
| 24 mars 1986     | Oscars du cinéma                           | Meilleure chanson originale                | Quincy Jones, Rod Temperton, Lionel Richie (pour Miss Celie's Blues)               | Nomination |
| 24 mars 1986     | Oscars du cinéma                           | Meilleure musique originale                | Jerry Hey, Randy Kerber                                                            | Nomination |
| 24 mars 1986     | Oscars du cinéma                           | Meilleur maquillage                        | Ken Chase                                                                          | Nomination |
| 1987             | ASCAP Awards                               | Top Box Office Films                       | La Couleur pourpre                                                                 | Lauréat    |
| 1987             | Awards of the Japanese Academy             | Meilleur film en langue étrangère          | La Couleur pourpre                                                                 | Lauréat    |
| 1987             | Blue Ribbon Awards                         | Meilleur film en langue étrangère          | La Couleur pourpre                                                                 | Lauréat    |
| 1987             | BAFTA Awards                               | Meilleur scénario adapté                   | Memmo Meyjes                                                                       | Nomination |
| 1988             | NAACP Image Awards                         | Meilleur film                              | La Couleur pourpre                                                                 | Lauréat    |
| 1988             | NAACP Image Awards                         | Meilleure actrice                          | Whoopi Goldberg                                                                    | Lauréat    |
| 2005             | Black Movie Awards                         | Prix Classic Cinema Hall of Fame           | La Couleur pourpre                                                                 | Lauréat    |